# 理塘虎耳草
理塘虎耳草（学名：Saxifraga litangensis）为虎耳草科虎耳草属下的一个种。

## 扩展阅读
- 維基物種上的相關：理塘虎耳草